# Unité urbaine de Tarare
L'unité urbaine de Tarare est une unité urbaine française centrée sur la ville de Tarare dans le département du Rhône en région Auvergne-Rhône-Alpes.

## Données générales
En 2010, selon l'Insee, l'unité urbaine était composée de trois communes.
En 2020, à la suite d'un nouveau zonage, elle est composée des trois mêmes communes.
En 2022, avec 17 702 habitants, elle représente la 3e unité urbaine du département du Rhône et occupe le 44e rang ex aequo dans la région Auvergne-Rhône-Alpes.
En 2021, sa densité de population s'élève à 287 hab/km2. Par sa superficie, elle représente 2,21 % du territoire départemental et, par sa population, elle regroupe 3,67 % de la population du département du Rhône.

## Composition de l'unité urbaine en 2020
Elle est composée des trois communes suivantes :
| Nom                   | Code Insee | Département | Statut       | Superficie (km2) | Population (dernière pop. légale) | Densité (hab./km2) | Modifier                                    |
| --------------------- | ---------- | ----------- | ------------ | ---------------- | --------------------------------- | ------------------ | ------------------------------------------- |
| Tarare (ville-centre) | 69243      | Rhône       | ville-centre | 13,99            | 10 881 (2022)                     | 778                | modifier les données · modifier les données |
| Saint-Forgeux         | 69200      | Rhône       | banlieue     | 22,27            | 1 538 (2022)                      | 69                 | modifier les données · modifier les données |
| Vindry-sur-Turdine    | 69157      | Rhône       | banlieue     | 23,87            | 5 283 (2022)                      | 221                | modifier les données · modifier les données |

## Évolution démographique
| 1968   | 1975   | 1982   | 1990   | 1999   | 2010   | 2015   | 2021   |
| ------ | ------ | ------ | ------ | ------ | ------ | ------ | ------ |
| 15 686 | 15 911 | 15 308 | 15 791 | 15 805 | 16 452 | 17 121 | 17 226 |

#### Données générales
- Unité urbaine
- Aire d'attraction d'une ville
- Liste des unités urbaines de France

#### Données démographiques en rapport avec l'unité urbaine de Tarare
- Aire d'attraction de Tarare
- Aire d'attraction de Lyon
- Arrondissement de Villefranche-sur-Saône

#### Données démographiques en rapport avec le Rhône
- Démographie du Rhône